# Gallegos (Ávila)
Gallegos de Altamiros es una entidad abulense que pertenece al término municipal de Gallegos de Altamiros en la comunidad de Castilla y León (España). Está situado a 1255 m de altitud en la comarca de la Sierra de Ávila. Las poblaciones más cercanas a Gallegos son Altamiros, Bularros y Chamartín.
Se puede divisar desde Gallegos una panorámica especial del Cerro Gorría, el pico más alto de la Sierra de Ávila y unas vistas a la comarca abulense de la Moraña, en la Meseta central de la península ibérica. En la localidad la principal industria es agraria y ganadera, sin olvidar que también se trabaja en la construcción de reforma de casas antiguas y nuevas.

## Sitios de interés
- Iglesia de Nuestra Señora de la Asunción.

## Fiestas
- 15 de agosto, fiesta de la Virgen María. Es el llamado día grande de Gallegos, con misa, campeonatos, dulzaina y orquesta nocturna.
- Tercer domingo de septiembre, romería en honor a la Virgen de Riohondo, donde se juntan los vecinos para despedir el verano.